# Pekka Haavisto
Pekka Olavi Haavisto (* 23. března 1958, Helsinky) je finský politik Zeleného svazu.

## Politická kariéra
Havisto byl členem finského parlamentu v letech 1987–1995 a během let 1993–1995 byl předsedou Zeleného svazu. V první vládě Paava Lipponena (1995–1999) se stal ministrem životního prostředí a zároveň byl prvním evropským ministrem ze strany zelených, který měl ministerstvo životního prostředí na starosti. V letech 1999–2005 pracoval pro OSN a vedl program OSN pro životní prostředí. V roce 2007 se vrátil zpět do finského parlamentu.
V roce 2012 se zúčastnil finských prezidentských voleb. V prvním kole získal 18,8 % hlasů, a postoupil tak spolu se Saulim Niinistem do druhého kola, kde prohrál s 37,4 % hlasů.
Dne 3. listopadu 2018 byl zvolen předsedou Zeleného svazu po odstoupení Touka Aalta trpícího depresí. 
V roce 2024 se ucházel o úřad finského prezidenta. V prvním i druhém kole voleb skončil druhý, prezidentem byl zvolen bývalý premiér Alexander Stubb.

## Osobní život
Pekka Haavisto maturoval v Munkkivuori na škole, jejímž ředitelem byl jeho otec, a kde učila i jeho matka. Po necelém roce studií politologie na Helsinské univerzitě školu opustil. Od roku 2002 žije v registrovaném partnerství s Antoniem Floresem, který pochází z Ekvádoru.